# Pigalle (Erzählung)
Pigalle (Originaltitel Rue Pigalle) ist eine Erzählung von Georges Simenon, in der Kommissar Maigret im gleichnamigen Pariser Vergnügungsviertel ermittelt. Das zur Reihe der Maigret-Romane und -Erzählungen gehörende Werk, eine der kürzesten Maigret-Erzählungen, entstand im Oktober 1936 in Neuilly-sur-Seine. Die Erzählung erschien erstmals am 28. November und 5. Dezember 1936 in der Zeitung Paris-Soir-Dimanche und erneut in derselben Zeitung am 29. November 1944 unter dem Titel Inspector Maigret Investigates.
In Buchform wurde die Erzählung 1944 in dem Erzählband Les Nouvelles Enquêtes de Maigret bei Gallimard veröffentlicht. In deutscher Übersetzung von Hansjürgen Wille und Barbara Klau erschien die Erzählung erstmals 1976 bei Kiepenheuer und Witsch, in neuer Übersetzung von Inge Giese 1980 in dem Band Madame Maigrets Liebhaber im Diogenes Verlag. 

## Handlung

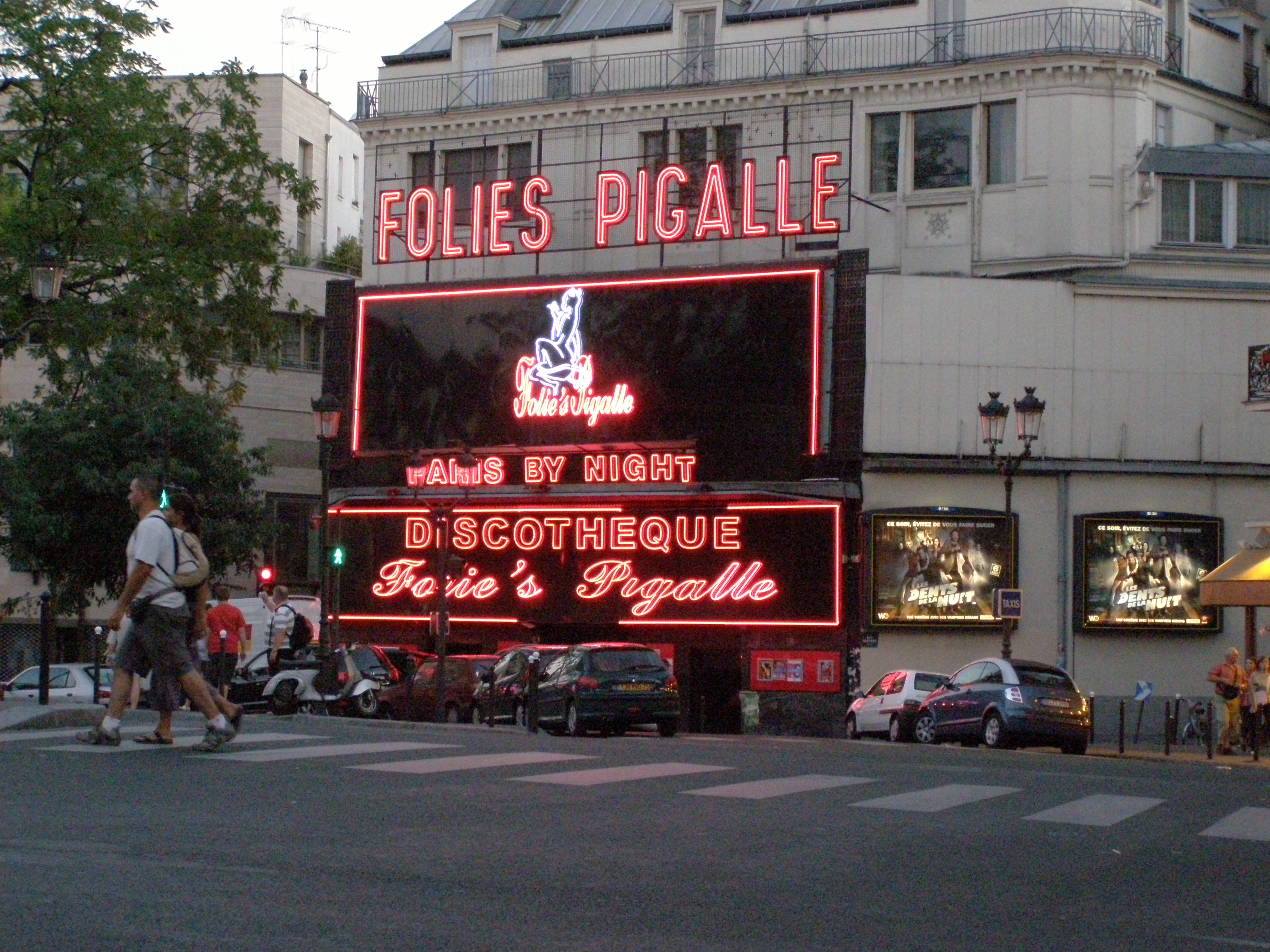
Folies Pigalle, Place Pigalle

Eines Morgens erreicht Maigret im Quai des Orfèvres ein anonymer Anruf, der ihn in das Vergnügungsviertel Pigalle eilen lässt. Er soll dort etwas über einen gewissen Martino aus Antibes erfahren, dessen Bruder angeblich nach Französisch-Guayana geschickt worden war. Nun sitzt er im Restaurant Chez Marina und beobachtet eine Gruppe von Gangstern, von der ihm jeder wohlbekannt ist. Er findet dort Lucien vor, den Inhaber, gemeinsam mit Christiani, den er zehn Jahre zuvor eingelocht und der ihm bei dieser Gelegenheit zwei Zähne ausgeschlagen hatte. Dann ist da noch René Lecoeur, bekannt als der „Buchhalter“, der Christianis Rekrut war, und Fred, Christianis Komplize. Hinzu kommen Marina und Julie, eine Bretonin. Ein Spiegel war zerbrochen. Auf der Straßenseite gegenüber in einer von einem Mann aus der Auvergne geführten Bar, sieht Maigret Niçois und Pepito sitzen, zwei Gestalten einer rivalisierenden Bande, die ebenso geduldig warten.  Maigret kassiert die Waffen von Fred und Christiani ein, doch Lecoeur hat keine Waffe. Der Kommissar weiß, dass die Männer auf der anderen Straßenseite denken, Christiani habe sich in Martinos Bruder verwandelt. Aber wo war die Leiche? Schließlich erkennt Maigret, dass ein vorbeifahrender Lieferwagen anhält; er lässt Lucas den Wagen stoppen und man findet Martinos Leiche verpackt im Gepäckraum, die von einem Hausbewohner aus dem zweiten Stock geliefert wurde. Lucas sucht derweil nach dem Mieter, der gefesselt gefunden wird. Martino war wohl gekommen, um Schwierigkeiten zu machen. Christiani hatte versucht zu schießen, aber nur den Spiegel getroffen. Ihn erschoss dann Lecoeur, und anschließend trug man den Leichnam in den zweiten Stock, um dann den Lieferwagen zu besorgen. Lecouers Gewehr wird schließlich auf dem Dach gefunden.

## Ausgaben
Nach der  Erstveröffentlichung im Paris-Soir-Dimanche (supplément, n° 49) erschien die Erzählung in dem Sammelband Les nouvelles enquêtes de Maigret (Paris, Gallimard, NRF., 1944). Sie wurde in die Simenon-Werkausgaben Œuvres complètes (Lausanne, Editions Rencontre, 1967–1973) in Band IX, in Tout Simenon (Paris, Presses de la Cité, 1988–1993) in Band 24 und in Tout Simenon (Paris, Omnibus, 2002–2004) in Band 24 aufgenommen. In deutscher Übersetzung liegt sie außerdem in dem bei Diogenes 2009 erschienenen Sammelband Sämtliche Maigret-Geschichten (ISBN 978-3-257-06682-1) vor.